# У Лянъюн
У Лянъюн, в некоторых источниках упоминается как У Лянюн (кит. трад. 吳良鏞, упр. 吴良镛, пиньинь Wú Liángyōng, р. 7 мая 1922) — китайский архитектор, градостроитель. Член Китайской академии наук (1980). Иностранный член РААСН.

## Биография
Родился в Нанкине в провинции Цзянсу. В 1944 году окончил Национальный Центральный Университет в Чунцине.
В 1946 году вместе с Ляном Сычэном основал архитектурный факультет в Университете Цинхуа. Преподавал на этом факультете в течение нескольких десятков лет.
По рекомендации Лян Сычена в 1948-1950 гг. продолжил образование в США в Cranbrook Academy of Art под руководством Элиэля Сааринена. Получил степень магистра. В 1950 г. вернулся в Китай.
В конце 1980-х руководил реконструкцией старого пекинского квартала (хутуна) Цзюйэр. Этот проект получил несколько наград.